# Russische Mafia
Russische Mafia (russisch русская мафия russkaja mafija, auch братва Bratwa, deutsch ‚Bruderschaft‘), auch Russenmafia genannt, ist der Name verschiedener Gruppen der organisierten Kriminalität, die aus dem Territorium der ehemaligen Sowjetunion stammen und sich nach dem Zerfall derselben auch international ausgebreitet haben. Nach Angaben des russischen Innenministeriums stieg die Anzahl der Mafia-Gruppierungen von 785 im Jahr 1990 auf über 8.000 im Jahr 1996. Die geschätzte Zahl der aktiven Mafiamitglieder bewegt sich je nach Quelle zwischen 120.000 und 3 Millionen.

## Definition
Die Existenz einer Mafia auf dem Gebiet der UdSSR wurde zum ersten Mal im Juli 1988 von Milizoberst Aleksandr Iwanowitsch Gurow in einem Interview bestätigt. Dies war eine Sensation, denn bis dahin war das Vorhandensein des organisierten Verbrechens von den Behörden geleugnet worden, weil es entsprechend den ideologischen Vorgaben seitens der alles beherrschenden KPdSU nicht existieren dürfe. Im November 1988 gründete das Innenministerium der UdSSR die 6. Abteilung zur Bekämpfung der organisierten Kriminalität, zu deren Leiter Gurow ernannt wurde. Gurow charakterisierte den Begriff „Mafia“ mit Hilfe von drei Merkmalen. Erstens ist die Mafia eine kriminelle Vereinigung, die eine klare Struktur und hierarchische Verbindungen besitzt. Es gibt einen Anführer (oder eine Gruppe von Anführern), Kassenverwahrer, Kontaktpersonen, Kämpfer, Spionagedienst und Spionageabwehrdienst. Zweitens ist die Mafia eine Organisation, die für die systematische Durchführung krimineller Geschäfte geschaffen wurde. Drittens wird eine kriminelle Vereinigung erst dann zur Mafia, wenn auch Korruption vorhanden ist. Das bedeutet, dass die kriminelle Vereinigung mit Vertretern des Staatsapparates, die für die Verbrecher arbeiten, verbunden sein muss.

## Historische Entwicklung

### „Diebe im Gesetz“
Das Aufkommen der organisierten Kriminalität (OK) in Russland und den Nachfolgestaaten der UdSSR ist eng mit der sowjetischen Gefängnis- und Lagerkultur verbunden. Ende der 1920er stieg in der Sowjetunion aufgrund aufkommender Massenrepressionen die Zahl der politischen Häftlinge in den Gefängnissen und Lagern stark an, wo die Inhaftierten mehr oder weniger sich selbst überlassen wurden. Dies führte zur Ausbildung einer Hierarchie und Gruppenordnung, an deren Spitze professionelle Verbrecher standen und die bei Bedarf mit radikalen und brutalen Methoden durchgesetzt wurde. Weil die politischen Häftlinge als potentielle Unruhestifter galten, begannen die Sicherheitsdienste mit den professionellen Verbrechern zusammenzuarbeiten, damit diese im Lager Ordnung und Disziplin gewährleisteten. Im Gaunerjargon gab es eine eigene Bezeichnung für die professionellen Verbrecher: „Blatnyje“ (Plural) bzw. „Blatnoj“ (Singular). Als Gegenleistung erhielten die Blatnyje Privilegien. Dies war lange Zeit ein stilles Übereinkommen zwischen Kriminellen und Lagerleitungen. Schließlich wurde in einem Dekret schriftlich die Erlaubnis fixiert, die gewöhnlichen Verbrecher im Kampf gegen die als „Volksfeinde“ stigmatisierten politischen Häftlinge einzusetzen. Die Autoritäten unter den professionellen Verbrechern begannen, sich selbst als „wory w sakone“ („Diebe im Gesetz“) zu bezeichnen. So schufen sie die kriminelle Elite der Sowjetunion und entwickelten einen Verbrecherkodex, zu dessen wichtigsten Prinzipien die Nichteinmischung in Politik und Wirtschaft sowie die Absage an eine legale Arbeitstätigkeit gehörten. Nach dem Ende des Zweiten Weltkriegs versuchte Stalin, die erstarkten kriminellen Eliten in ihrem Einfluss zu schwächen, was aber nur zu Unruhen und Aufständen in den Lagern führte. Dies zwang den sowjetischen Staat, die Zusammenarbeit mit den Verbrechern weiterzuführen. Die kriminellen Autoritäten in den Lagern gewannen an Macht und verfügten über gute Kontakte zur Außenwelt. Ihre wichtigsten Einnahmequellen waren Schmuggel von Edelmetallen und Kunstgegenständen, Erpressung von Untergrundunternehmen, Betäubungsmittelhandel und Raub von Erzeugnissen der Staatsbetriebe.

### Anfänge des organisierten Verbrechens
Die ersten Anzeichen des organisierten Verbrechens in der Sowjetunion zeigten sich 1958–59 unter Nikita Sergejewitsch Chruschtschow. Nach heutigen Maßstäben betrug damals der durchschnittliche jährliche Verlust durch Wirtschaftsverbrechen nur etwa 2 Millionen Rubel. In den 1970er Jahren wurde die Mafia dann zum sozialen Phänomen. Diejenigen, die sich früher wegen ihrer legalen Millionen genierten, begannen dieses Geld ganz offen in ausländische Automarken, Diamantencolliers und Villen zu investieren. Immer mehr Gelder aus dem Staatsetat wanderten in private Hände. Methoden gab es dabei viele. Die wichtigste war die Schaffung von Untergrundwerkstätten (russ. zech), sogar Untergrundfabriken, über die eine Verlagerung der natürlichen Ressourcen des Staates erfolgte. Damit einhergehend tauchten die „Zechowiki“ auf – Kriminelle „mit weißem Kragen“ bzw. Wirtschaftsverbrecher. Und als Reaktion auf das Erscheinen der Schattenwirtschaft konnte eine plötzliche Aktivierung von professionellen Verbrechern neuer Art, den Nachfolgern der „Diebe im Gesetz“ aus der Stalinära, beobachtet werden. Konzepte für die „Arbeit“ mit den neuartigen Verbrechern wurden von einem „Dieb im Gesetz“ namens Tscherkassow ausgearbeitet. Die Konzepte lauteten: Erstens, nimm von demjenigen, der etwas hat; zweitens, nimm nicht alles, denn die Geduld eines Menschen hat ein Ende; drittens, organisiere dir für jedes Verbrechen einen Mitarbeiter der Strafverfolgungsbehörde. Eben diese Prinzipien beherzigte die Verbrecherorganisation von Gennadi Aleksandrowitsch Karkow (Deckname: Mongol), als sie Anfang der 1970er Jahre in Moskau ihre kriminellen Aktivitäten aufnahm. Nach einhelliger Meinung der sowjetischen Kriminologen begann mit Karkows Organisation die Formierung der sowjetischen Mafia. Lediglich in der Usbekischen SSR begann dieser Prozess etwas früher (1967–68).

### Wirtschafts- vs. Gewaltverbrecher
Die Wirtschaftsverbrecher bzw. Zechowiki, die die illegalen Werke leiteten, wurden zum Angriffsziel von Gangsterbanden, die sie mit verschiedenen Methoden zu zwingen versuchten, ihre Gewinne mit ihnen zu teilen. Es wurde erpresst und gefoltert, Autos, Häuser und Datschas wurden in Brand gesteckt und Kinder entführt, weshalb in den 70ern zum ersten Mal in der UdSSR der Begriff „Kidnapping“ auftauchte, ein Verbrechen, das es dort zuvor nicht gegeben hatte. Das Geld wanderte nun in solchen Mengen in die Hände der Gangster, die die einstigen professionellen Verbrecher, die „Diebe im Gesetz“, niemals besessen hatten. Kaum sammelten sich große Geldsummen in der Verbrechersphäre an, tauchten auch schon Gangsterbosse auf, die sich eigenes Wach-, Kampf- und Spionagepersonal halten konnten. Die im Untergrund tätigen Geschäftsleute baten als erste um Frieden. Es wurde in einer nordkaukasischen Stadt Mitte der 1970er Jahre ein Zusammentreffen organisiert, an dem die Vertreter beider Verbrechensrichtungen teilnahmen. Die Zechowiki erklärten sich einverstanden, 10 % ihrer Einnahmen an die Blatnyje zu zahlen, damit diese sie in Zukunft in Ruhe ließen und sogar beschützten. Das bedeutet, es entstand eine Vertikale, über die die Gelder aus den Wirtschaftsverbrechen nach oben und unten flossen: zum einen hoch in die Verwaltungsbehörden, die die Zechowiki vor der Strafverfolgung schützten und die unrechtmäßigen Lieferungen in die Untergrundbetriebe unterzeichneten, zum anderen hinunter in die Gangsterbanden zum Schutz vor Überfällen. Die beiden Enden der Vertikale, also die Verwaltungsbehörden und die Gewaltverbrecher, taten so, als wüssten sie nichts voneinander, doch waren sie durch die Millionen verbunden, die mit Hilfe der Zechowiki dem nationalen Einkommen entrissen wurden. So bildeten sich in den Siebzigern allmählich die verschiedenartigen Verbrecherorganisationen heraus.

### Die Situation in den 1980er Jahren
In den 1980er Jahren befand sich die organisierte Kriminalität in der UdSSR auf drei Ebenen. In der untersten Ebenen saßen die bereits etablierten kriminellen Gruppierungen, die im gesamten europäischen Teil Russlands agierten, aber noch nicht die Stärke besaßen, Einfluss auf Regierungskreise auszuüben. Auf der zweiten Ebene befanden sich kriminelle Gruppierungen, die bereits Kontakte zu korrupten Beamten geknüpft hatten. Die dritte Ebene enthielt den Zusammenschluss von mehreren kriminellen Gruppierungen, wobei der stärkste Verbrecherklan die anderen befehligte. Eine unionsweite Mafia, die in der gesamten UdSSR agierte, gab es nicht. Jeder Mafiaklan kontrollierte sein eigenes Territorium. Die einzelnen Klanführer kannten sich aber untereinander. Nach dem Wissensstand der sowjetischen Strafverfolgungsbehörden gab es in den 80er Jahren etwa 200 Mafiagruppierungen, von denen jede dritte mit korrupten Vertretern des staatlichen Verwaltungsapparates verbunden war. Die Mafia breitete sich vor allem in den südlichen Regionen des europäischen Russland, in der Ukraine, Moldawien und insbesondere in Usbekistan aus.
Auch wenn die sowjetische Mafia im Unterschied zu westlichen Mafiaorganisationen über keine transnationalen Verbindungen verfügte, war sie gegen Ende der 1980er Jahre dabei, in erster Linie im Hinblick auf Antiquitäten und Drogen Verbindungen zu ausländischen „Partnern“ herzustellen. Diese Kontakte liefen über die ehemaligen sowjetischen Ganoven, die im Westen, besonders in Italien, kriminelle Gruppierungen gegründet hatten. Die Ende der 1980er Jahre aufkommenden Kooperative boten den sowjetischen Gangstern die Möglichkeit, ihr Kapital zu legalisieren.
Mit dem Zerfall der staatlichen Macht im Laufe der 1980er Jahre keimte eine zunehmende Korrumpierung der staatlichen Strukturen auf, so dass zum Ende des Jahrzehnts die Milizija als der korrupteste Teil des Staatsapparates galt.

### Herausbildung neuer Mafiagruppierungen in den 1990er Jahren
Auch die kriminelle Welt unterlag Veränderungen: Den ethnischen Russen, die weiterhin Wert auf Traditionen der „Diebe im Gesetz“ legten, standen zunehmend Gruppierungen aus dem Kaukasus gegenüber, die nach politischem und wirtschaftlichem Einfluss sowie einer Minimalisierung der Diebesregeln strebten. Dies verursachte eine Spaltung der vormals geschlossenen kriminellen Gemeinschaft. Der Zerfall des sowjetischen Staates und seiner Strukturen, die Ausrufung neuer Nationalstaaten sowie die wirtschaftlich schlechte Lage zu Beginn der 1990er Jahre trugen zum Entstehen neuer krimineller Gruppierungen bei. Nach dem Zerfall der Sowjetunion wurde auf Jelzins Anweisung die KGB-Belegschaft um rund 100.000 Personen reduziert. Mit ihrem Insiderwissen und ihren Kontakten waren die entlassenen Mitarbeiter für die Verbrecherwelt in hohem Maße attraktiv. So entstand in Russland das heutige organisierte Verbrechen aus den Strukturen der Diebe im Gesetz, aus ehemaligen KGB-Agenten und vielen korrupten Beamten und Verwaltern staatlichen Eigentums.
Die Ausweitung der OK in Russland nach der Auflösung der Sowjetunion zu Beginn der 1990er Jahre stand einerseits im Zusammenhang mit dem gleichzeitigen wirtschaftlichen Niedergang und zum anderen mit sich bietenden Möglichkeiten der Privatisierung von Kollektiveigentum aus staatlichem oder Volksvermögen. Die sich verändernde Ökonomie, Schattenwirtschaft und Korruption im Zerfallsprozess der Sowjetunion bot Gelegenheit, mittels neuer halblegaler bis verbrecherischer Zusammenschlüsse Kapital in Oligarchenhänden zu akkumulieren. Verzweifelte Arbeitslose begannen in großer Zahl für das Verbrechen zu arbeiten, so konnte sich die Mafia ausbreiten. Nach offiziellen Schätzungen arbeiten um die 100.000 Menschen direkt für die Mafia, die Zahl indirekt abhängig in mafiotische Machenschaften Verstrickter ist unbekannt. Viele Bosse und wichtige Mitglieder der russischen Mafia rekrutierten sich aus dem Offizierskorps der sowjetischen Streitkräfte und des KGB, deren Mitglieder nach dem Ende des Kalten Krieges mit der Reduzierung der Streitkräfte ihre Posten verloren. Die Banden warben auch viele Sportler wie Boxer und Kampfsportler an, denen sie im Racketeering und als Personenschützer finanzielle Perspektiven bieten konnten. Große Teile der Geschäfte laufen über Drogen- und illegalen Waffenhandel sowie Erpressung.
Bei der Festnahme des berüchtigten Mafiabosses Wjatscheslaw Kirillowitsch Iwankow wurden dessen handschriftliche Notizen sichergestellt, in denen der Begriff „Familie der elf“ (russ. „Семья одиннадцати“) auftauchte. Nach Meinung des russischen Beamten Juri Gogolew vom Regionalamt für den Kampf gegen die organisierte Kriminalität zählen zu dieser „Familie“ solche Mafiagrößen wie Sergei Bojzow (Deckname: Bojez), Aslan Raschidowitsch Usojan (Deckname: ded Chasan, deduschka), Dschamal Chatschidze (Deckname: Dschamal), Jewgeni Wasin (Deckname: Batja, Dschem), Alimzhan Tursunowitsch Tochtachunow (Deckname: Taiwantschik), Sachari Knjasewitsch Kalaschow (Deckname: Schakro molodoi), Datiko Zichelaschwili (Deckname: Dato Taschkentski), Salim Abduwalijew (Deckname: Salim). Unter der Kontrolle der „Familie“ befindet sich ein riesiges Territorium zwischen Region Primorje und Zentralrussland. Gogolew ist zudem überzeugt, dass die kriminellen Anführer in praktisch jeder Region direkten Zugang zu der jeweiligen Oblastverwaltung besitzen.
1994 erwirtschaftete die russische Mafia rund 150 Milliarden Dollar. Sie kontrollierte zu diesem Zeitpunkt ein Drittel der russischen Banken, 40 % der Industrieunternehmen und 80 % der Joint-Venture-Unternehmen. Zudem existierten damals 5.700 russländische Mafiagruppierungen, die mehr als 100.000 Menschen zählten. Etwa 3 Millionen Menschen zogen einen finanziellen Profit aus den Mafiamachenschaften. Der russische Präsident Boris Jelzin äußerte schon im Februar 1993, dass die OK zur direkten Bedrohung der strategischen Interessen und der nationalen Sicherheit Russlands geworden war. 1994 sagte CIA-Chef James Woolsey vor dem US-Kongress aus, die OK bedrohe die demokratische Reform in Russland. Im Mai 1996 gingen der CIA-Chef John M. Deutch und der FBI-Direktor Louis Freeh einen Schritt weiter und warnten den Kongress, dass die russische OK und Korruption das politische System Russlands zunehmend unterwanderten und begannen, für die USA eine Bedrohung darzustellen.

### Etablierung der Mafia in der legalen Wirtschaft
Zu Beginn des 21. Jahrhunderts vollzog sich eine signifikante Änderung. Um die russische Mafia wurde es sichtlich ruhiger, ungeachtet der Behauptungen, die OK würde nach der Weltfinanzkrise von 2008 weiterwachsen. Auch die Rolle der traditionellen kriminellen Gruppierungen mit den „Dieben im Gesetz“ an der Spitze verlor allmählich an Bedeutung. Zugleich verlagerten andere Mafiagruppierungen ihre Tätigkeit in die legale Wirtschaft. Nach Einschätzung des russischen Innenministeriums sind die kriminellen Organisationen aus der GUS in die bedeutendsten Wirtschafts- und Industriestrukturen vorgedrungen, kontrollieren sogar die Industrie ganzer Regionen. Nach Angaben des früheren Justizministers Wladimir Ustinow stellt die OK eine wahre Bedrohung für die innere Sicherheit Russlands dar. Neben den klassischen Tätigkeitsfeldern wie Drogen- und Waffenhandel engagieren sich die kriminellen Strukturen zunehmend im Handel mit natürlichen Ressourcen sowie im Banken- und Finanzbereich. Zu den besonders ertragreichen Deliktfeldern zählen auch Schmuggel, Steuerhinterziehung und Mehrwertsteuerbetrug. Haupteinnahmequelle bleiben weiterhin Staatsgelder, für deren Veruntreuung es zahlreiche Möglichkeiten gibt, wie z. B. der Zugang zu russischen Energie- und Metallressourcen, die zu niedrigen Inlandspreisen erworben und unter Umgehung der Ausfuhrbestimmungen ins Ausland erheblich teurer weiterverkauft werden. Die auf illegale Weise erworbenen Mittel werden unter Vorgabe legaler Geschäftstätigkeit über Briefkastengesellschaften im Ausland gewaschen.
Einige große kriminelle Organisationen sind länderübergreifend aktiv und drängen zunehmend in legale Wirtschaftsstrukturen. Sie verfügen häufig über eigene Sicherheitsdienste und technisch ausgefeilte Überwachungsmethoden, so dass zur Informationsbeschaffung zum Teil richtige nachrichtendienstliche Operationen oder Observationen durchgeführt werden. Angehörige der OK sind häufig gut ausgebildet, politisch informiert, verfügen über enge Verbindungen zu den Machtstrukturen ihres Herkunftslandes und über ausgeklügelte Kommunikationsnetzwerke. Für Staaten mit hohem Lebensstandard stellen die russischen Mafiaorganisationen angesichts der vorhandenen immensen Finanzmittel eine erhebliche Bedrohung dar, denn mit Hilfe von Erpressung und Korruption unterwandern sie nicht nur die Wirtschaft, sondern sind sogar in der Lage, rechtsstaatliche Institutionen zu infiltrieren.
Die Interpol beobachtet noch heute (Stand 2020) im Rahmen des Projekts „Millenium“ die postsowjetische OK. Das Projekt soll durch gegenseitigen Austausch von Ermittlungsinformationen die Interpol-Mitgliedsstaaten unterstützen, Menschen und Unternehmen, die hinter der transnationalen eurasischen OK stehen, zu identifizieren.

### Verflechtungen zwischen Mafia und russischen Nachrichtendiensten
Der Schweizer Nachrichtendienst „Dienst für Analyse und Prävention“ (DAP) veröffentlichte 2007 einen strategischen Analysebericht zum Thema „Organisierte Kriminalität und Nachrichtendienst aus der GUS“, aus dem hervorgeht, dass es Hinweise gibt auf enge Verbindungen der Vertreter der OK aus den Ländern der GUS zu Nachrichtendiensten dieser Staaten. Die deutschen Nachrichtendienste bezeichnen diese Verflechtungen als „symbiotische Beziehungen“ zwischen OK und Nachrichtendiensten.
So sollen viele Vertreter der OK vom FSB und anderen Staatsorganen gedeckt werden. Bis 2007 wurde noch keine Führungsfigur der russischen Mafiaszene in Russland zur Verantwortung gezogen, was dafür spricht, dass die Anführer der kriminellen Gruppierungen hohe Protektion genießen. Umgekehrt stellen ehemalige KGB- oder FSB-Agenten, von denen viele wichtige Posten in Banken, Sicherheitsfirmen oder sonstigen großen Unternehmen bekleiden, ihr Insiderwissen, ihre Erfahrungen und ihr Beziehungsnetz der OK zur Verfügung. Darüber hinaus ist aufgrund geringer Entlohnung und weitverbreiteter Korruption bei den Nachrichtendienstlern eine hohe Bereitschaft vorhanden, für Erpressungen nachrichtendienstliches Material an politische oder wirtschaftliche Interessengruppen zu verkaufen. Verschiedene ausländische Nachrichtendienste vertreten die Ansicht, dass nicht nur einzelne oder ehemalige Geheimdienstangehörige in kriminelle Machenschaften eingebunden sind, sondern nachrichtendienstliche Institutionen an einer systematischen Zusammenarbeit mit der OK interessiert sind. Motive einer Zusammenarbeit sind für die Nachrichtendienste die Ausnutzung bereits bestehender internationaler Unternehmens- und Beziehungsnetze der OK für eigene Zwecke, die Kontrolle wirtschaftlicher Aktivitäten – vor allem jene der OK – und hohe Einkünfte aus Dienstleistungen, die für die OK erbracht werden, oder Einkünfte auf Grundlage der Erpressung der OK. Motive seitens der OK sind Schutz vor Polizeiaktionen und Strafverfolgung, Informationsbeschaffung über Konkurrenten, vereinfachte Reiseformalitäten, Aufpolierung des Images von OK-Angehörigen und Aufstieg in wirtschaftliche Schlüsselpositionen durch nachrichtendienstliche Kontakte.
Beim Zerfall der Sowjetunion wurde bereits spekuliert, dass der KGB große Summen des Staats- und Parteivermögens über private Firmen ins Ausland geschleust hatte, um damit politische Aktivitäten finanzieren zu können. Ein Teil dieser Gelder wurde aber auch für private Geschäftsaktivitäten abgezweigt. Hinter diesen Prozessen standen häufig Individuen, die bereits Erfahrungen im Außenhandel hatten und deshalb Beziehungen und Unternehmensstrukturen im Ausland besaßen. Dazu gehörten unter anderem Sowjetbürger, die in den 1970er Jahren aufgrund ihrer ethnischen oder religiösen Zugehörigkeit die UdSSR verlassen durften. Ein prominentes Beispiel dazu sind die Firmen Nordex von Grigori Emmanuilowitsch Lutschanski und Seabeco Group von Boris Iosifowitsch Birschtein. Lutschanski, geboren 1945, Sohn einer lettisch-jüdischen Familie, soll vom KGB zum Aufbau eines internationalen Firmengeflechts rekrutiert worden sein. Er gründete das Unternehmen Nordex mit Hauptsitz in Wien und Tochtergesellschaften auf der ganzen Welt, das offiziell mit Rohstoffen aus der GUS handelte. Doch da die Firma wiederholt mit Korruption, Unterschlagung, Geldwäsche und Waffenhandel in Verbindung gebracht wurde, war ein Ausbau der geschäftlichen Tätigkeiten nicht mehr möglich. Boris Birschtein (bzw. Birstein, manchmal Birnstein), geboren 1947, war ebenfalls Sohn einer lettisch-jüdischen Familie und Direktor einer Textilfabrik in Vilnius. Er war ehemaliges KGB-Mitglied und stand in Kontakt mit russischen und israelischen Nachrichtendiensten. Er emigrierte 1979 nach Israel, wo er umgehend begann, das internationale Firmengeflecht Seabeco Group aufzubauen, welches mit Öl, Gold, Diamanten und chemischen Produkten handelte. Eine Zweigstelle der Seabeco war von 1992 bis 1999 in der Schweiz registriert. Auch Birschtein war sehr gut vernetzt sowohl mit der kriminellen Welt als auch mit den politischen Strukturen der Nachfolgestaaten der Sowjetunion. Zu seinem Freundes- und Bekanntenkreis gehörten der Moskauer Bürgermeister Juri Michailowitsch Luschkow, die ukrainischen Präsidenten Leonid Krawtschuk und Leonid Kutschma sowie der moldawische Präsident Mircea Ion Snegur. Seine Firma Seabeco Group wurde der Geldwäsche, der Veruntreuung von Geld aus Kirgisien, undurchsichtiger Finanzgeschäfte über die Firma Nordex, Unterschlagung von Hilfsgeldern und Durchführung von Auftragsmorden verdächtigt. Weder bei Nordex noch Seabeco konnte je der KGB (oder seine Nachfolgeorganisationen) als Drahtzieher der illegalen Finanzoperationen nachgewiesen werden. Mögliche Beweise befinden sich bei denjenigen Stellen, die kein Interesse an einer Aufarbeitung der Geschehnisse haben. Allerdings sprechen die weitverzweigten politischen Kontakte, die Lutschanski und Birschtein auf höchster Ebene pflegten und der durch den Handel mit staatlichen Ressourcen schnell erworbene Reichtum dafür, dass sie ohne Wissen und Zustimmung der staatlichen Machtorgane kaum hätten agieren können.
Alexander Wassiljewitsch Korschakow, der ehemalige KGB-Offizier und Leibgardechef von Boris Nikolajewitsch Jelzin, hatte ebenfalls mit der russischen Unterwelt zusammengearbeitet. Korschakow, unter dessen Kommando rund 90.000 Soldaten des Sicherheitsdienstes standen, lieh in den 1990er Jahren seine Untergebenen zur Eintreibung von Schutzgeldern an die Mafia aus.

### Bekannte Mafiagruppierungen aus der GUS
- aus Moskau und Oblast Moskau: Assoziation 21. Jahrhundert, Balaschichinskaja, Baumanskaja, Dolgoprudnenskaja, Goljanowskaja, Ismailowskaja, Koptewskaja, Kurganskaja, Lasanskaja, Ljuberezkaja, Medwedkowskaja, Nowokusnezkaja, Orechowskaja, Ossetinskaja, Podolskaja, Puschkinskaja, Schtscholkowskaja, Solnzewskaja

- aus Sankt Petersburg: Kasanskaja, Kingiseppskaja, Malyschewskaja, Tambowskaja, Welikolukskaja, Workutinskaja

- aus Toljatti: Agijewskaja, Kupejewskaja, Naparnikowskaja, Schamadowskaja, Schamiljowskaja, Wolgowskaja

- aus Kasan: Chadi Taktasch, 29. Komplex, Kwartala, Tjap-Ljap, Zhilka

- aus Nabereschnyje Tschelny: 29. Komplex, Boksjory

- aus Rjasan: Airapetowskaja, Osokinskaja (Archipowskaja), Slonowskaja

- aus der Region Primorje: Sistema, Tretja smena, Wepsowskaja

- aus der Region Chabarowsk: Obschtschak

- aus Jekaterinburg und Oblast Swerdlowsk: Afganzy, Chorkowskaja, Sinije, Uralmaschewskaja, Zentrowyje

- aus Oblast Kurgan: Kurganskaja, Lokomotiw, Loskutowskaja

- aus der Republik Krim: Baschmaki, Loskutowskaja, Sejlem

- ethnisch geprägte Gruppierungen: Aserbaidschanische, Armenische, Georgische, Ukrainische, Usbekische, Kutaisskaja (aus Kutaissi), Lasanskaja, Ossetinische, Tschetschenische, Schamadowskaja, Schamiljowskaja

- weitere: Wolgodonskaja (aus Wolgodonsk), Bande von Waleri Popow (aus Pjatigorsk), Tschikunowskije (aus Saratow), Twerskaja (aus Oblast Twer), Nowgorodskaja (Oblast Nowgorod)

Russischsprachige Verbrecherorganisationen, die nicht den Dieben im Gesetz angehören, bezeichnen sich selbst als „Sdorowy Obras“ („Gesunde Lebensart“). Da die Diebe im Gesetz verschiedene Verhaltensregeln befolgen, die unter anderem Drogenhandel und Zuhälterei verbieten, findet man gerade in diesen Bereichen Vertreter des „Sdorowy Obras“ (die jedoch von Laien oftmals mit den Dieben im Gesetz verwechselt werden).
Von den etwa 150 Mafiagruppierungen aus Moskau waren Ende der 1990er Jahre 20 Gangs gut bewaffnete, relativ große Organisationen. Nur sechs von ihnen – drei tschetschenische Banden, Solnzewo-Bruderschaft, Podolskaja Gruppierung und „Assoziation 21. Jahrhundert“ (gegründet von den Georgiern Anzor Aksentjew-Kikalischwili und Otari Kwantrischwili) – übten wirkliche Macht aus. Die drei tschetschenischen Gruppierungen waren eng miteinander verbunden und hatten eine Gemeinschaftskasse (obschtschak), die der Finanzierung von Anwälten, bestechlichen Beamten und der Unterstützung von inhaftierten Mitgliedern diente. Ähnliches äußerte auch Leonid Roitman, ehemaliger Angehöriger der Magadan-Brigade, dass nämlich in den 1990er Jahren in der GUS lediglich vier Mafiagruppierungen von Bedeutung waren: Solnzewskaja, Ismailowskaja und Podolskaja Bratwa sowie die tschetschenische Gruppierung. Alle anderen, kleineren Gruppierungen schlossen sich in irgendeiner Weise diesen vier Organisationen an.

## Fallbeispiel: Ukraine in den 1990er Jahren
Welches Ausmaß die Verflechtungen zwischen Mafia, Politik und Geschäftswelt annehmen konnten, verdeutlichen die katastrophalen Zustände, die in den 1990er Jahren in der Ukraine herrschten.

### Dnepropetrowsk vs. Donezk
Am 24. August 1991 erlangte die Ukraine ihre Unabhängigkeit von der Sowjetunion. Nur vier Jahre später herrschte dort totale Recht- und Gesetzlosigkeit. Im Großen und Ganzen waren zwei politische Gruppierungen von Bedeutung: die Dnepropetrowsk-Gruppierung von Leonid Kutschma, zu der Pawlo Lasarenko und Julija Tymoschenko – damals war sie noch Vorsitzende des Energiekonzerns „Vereinigte Energiesysteme der Ukraine“ – gehörten, und die Donezk-Gruppierung von Wiktor Janukowytsch, Rinat Achmetow und dessen Verwandten Achat Bragin (Deckname: Alik Grek). Die beiden Gruppierungen kamen im Bereich des Energiesektors miteinander in Berührung. Es ging um die Frage, wer die Kontrolle über die ukrainischen Erdgas- und Kohleunternehmen übernehmen wird. Die kriminelle Autorität Leonid Roitman, der die damaligen Zustände hautnah miterlebt hatte, bemerkte in einem Interview mit dem russisch-amerikanischen Journalisten Seva Kaplan, dass überhaupt kein Unterschied zwischen diesen beiden politischen Gruppierungen und der russischen Mafia bestünde, da beide Seiten seiner Ansicht nach gleichermaßen kriminell wären.

### Erpressung des ukrainischen Präsidenten
Während seiner zahlreichen Radiointerviews mit Kaplan schilderte Roitman folgende Situation: Als Kutschma im Juli 1994 ukrainischer Staatspräsident wurde, kamen Mittelsmänner von Achat Bragin, Mafiaboss aus der Oblast Donezk und späterer Vorsitzender des Fußballvereins Schachtjor Donezk, zu ihm und verlangten Schutzgeldzahlungen in Form von Anteilen am Erdgassektor. Das heißt, die kriminelle Gruppierung von Bragin, die die gesamte Ukraine als ihr Herrschaftsgebiet betrachtete, würde den ukrainischen Präsidenten vor den restlichen Kriminellen schützen, ihn vor jeglicher Gefahr abschirmen. Im russischen Gaunerjargon wurde diese „Dienstleistung“ Kryscha (Dach) genannt. Sollte Kutschma sich weigern, würden Bragin und seine Leute Terrorakte durchführen (Bombenanschläge auf öffentliche Verkehrsmittel). Daraufhin nahm Kutschma Verbindung mit dem berühmten russischen Sänger und Politiker Iossif Dawydowitsch Kobson und dem Moskauer Oberbürgermeister Juri Michailowitsch Luschkow auf. Beide rieten Kutschma, er solle sich an den „Dieb im Gesetz“ Wjatscheslaw Kirillowitsch Iwankow, der damals in den USA lebte, wenden, weil der bereits 1991/92 der russischen Regierung unter Präsident Jelzin geholfen hatte, den Konflikt mit der tschetschenischen Mafia zu entschärfen.

### Verhandlungen mit Iwankow und der Magadan-Brigade
In New York stand Iwankow zusammen mit Oleg Jurjewitsch Asmakow (Deckname: Alik Magadan) an der Spitze der Magadan-Brigade, deren Einkommen aus Schutzgelderpressungen und Auftragsmorden stammte. Die Brigade bestand aus etwa 70 Personen. Die „rechte Hand“ von Asmakow war Leonid Roitman (Deckname: Ljonja dlinnyj). Weitere Mitglieder waren die Brüder Juri und Aleksandr Gitman (Deckname: Kanadskije), Boris Grigorjew, Oleg Ziklop (weil er verschiedene Augenfarben hatte), die Brüder Wjatscheslaw und Aleksandr Konstantinowski (Deckname: Brüder Karamasow), die Brüder Igor und Juri Tarasenko (Deckname: Tarasy) sowie Leonard Abelis. Als Abgesandter der Dnepropetrowsk-Gruppierung fuhr der Geschäftsmann Michail Petrowitsch Grinschpon nach New York, um sich mit Iwankow und Asmakow zu treffen. Begleitet wurde Grinschpon von Aleksandr Levin, der später zum Oligarchen aufstieg. Es gelang Grinschpon, Iwankow und Asmakow zu überzeugen, die Dnepropetrowsk-Gruppierung zu unterstützen. Als Belohnung versprach er, der Magadan-Brigade seine Firma Kiew-Donbass zu übergeben. Mit Hilfe der Magadan-Brigade gelang es Kutschma, Lasarenko und Tymoschenko, die Oberhand über die Donezk-Gruppierung zu gewinnen. Wie dies im Einzelnen vonstattenging, verriet Roitman nicht.
Auf die Frage, warum sich Kutschma und andere Staatsdiener an die Mafia wenden mussten, antwortete Roitman, dass die Politiker Menschen benötigten, für die das Töten zum alltäglichen Geschäft gehöre und die deren politische Opponenten liquidieren könnten. Bereits im Oktober 1995 wurde Achat Bragin, der Erpresser von Kutschma, im Auftrag der politischen Machthaber beseitigt. Außerdem beauftragten Kutschma und Lasarenko die Magadan-Brigade, 1996 den Volksabgeordneten Jewgeni Schtscherban zu töten, der damals die Erdgasbranche kontrolliert hatte. Asmakow und Roitman trafen sich in den Büroräumen von Kiew-Donbass mit Aleksandr Miltschenko (Deckname: Matros), berühmte, kriminelle Autorität aus Dnepropetrowsk. Miltschenko habe von Lasarenko persönlich den Auftrag erhalten, Schtscherban umbringen zu lassen. Die Bezahlung dieses Auftragsmordes habe Julija Tymoschenko übernommen, so berichtete Miltschenko an Roitman. Auch Tymoschenkos Ehemann sprach persönlich mit Miltschenko und gab, auf Lasarenkos Wunsch hin, den Mord von Schtscherban in Auftrag. Das Gespräch zwischen Miltschenko und Asmakow habe Roitman als Zuständiger für Sicherheitsfragen auf Audiobändern aufgenommen. In der Folge wurden Schtscherban, seine Ehefrau und ein Flugzeugmechaniker auf dem Flugfeld des Donezker Flughafens von einer Killergruppe erschossen, zwei weitere Personen wurden verletzt. In welcher Form die Magadan-Brigade daran beteiligt war, ist nicht klar. Miltschenko war aber derjenige, der die Ermordung organisiert hatte. Er wurde später deswegen vergiftet.

### Kiew-Donbassund das Schmiergeldsystem
Das Unternehmen Kiew-Donbass (heute KDD Group) wurde 1993 von Michail Petrowitsch Grinschpon gegründet. Grinschpon war Ratgeber des ukrainischen Verteidigungsministers und fiel dadurch auf, dass er Militärflugplätze zum Schmuggel von Zigaretten und Wodka benutzte. Grinschpon war auch Chef des 1997 erbauten ersten Business Centers in Kiew, das ebenfalls Kiew-Donbass hieß. Parallel zur Gründung von Kiew-Donbass rief Grinschpon 1993 die Nadra Bank ins Leben, deren Vorsitzender Viktor Topolow wurde. Die Nationalbank der Ukraine gewährte Grinschpon und seiner Nadra Bank ein Staatsdarlehen, aus Mitteln, die eigentlich für die Ausrüstung der Donbass-Minen vorgesehen waren. 20 % von der Darlehenssumme zahlte Grinschpon sofort als Schmiergeld an Kutschma. Dieses Darlehen versetzte Grinschpon in die Lage, selbst über seine Bank Kredite an Geschäftsleute und Unternehmen zu vergeben und dafür ebenfalls Schmiergelder von 20 % zu kassieren. Das System funktionierte laut Roitman folgendermaßen: Wenn Grinschpon versuchte, seine 20 % von einem Geschäftsmann zu erhalten, verwies dieser ihn an seinen Chef, d. h. an den Kriminellen, der den Geschäftsmann „schützte“. Die erste Frage, die der Kriminelle an Grinschpon richtete, war, ob er eine Kryscha habe, also von einer kriminellen Gruppierung „geschützt“ würde, was zum damaligen Zeitpunkt nicht der Fall war. Die Sicherheitsbehörden wollten Grinschpon auf dessen Anfrage hin nicht weiterhelfen, weil sie von ihm nur eine einmalige Schmiergeldzahlung erhalten hatten, während die Kriminellen sie jeden Monat bezahlten. In den 1990ern wurde Kiew, laut Roitman, von sieben kriminellen Organisationen beherrscht, den „goldenen Sieben“, die allesamt Kiews Sicherheitsstrukturen Schmiergelder zukommen ließen.

### Mogilewitsch und die Solnzewo-Bruderschaft
Offiziell gehörte Kiew-Donbass weiterhin Grinschpon und anderen Anteilseignern, darunter Viktor Semjonowitsch Topolow, der spätere Minister für Kohleindustrie (2005/06), sowie den Geschäftsleuten Aleksandr (Aaron) Leonidowitsch Levin (geb. 1968), Pjotr Slipez und Wassili Anatoljewitsch Nefedjew, Zuständiger für Sicherheitsfragen innerhalb der Firma (d. h., er stand mit der Miliz und dem Verteidigungsministerium in Verbindung). Doch in Wirklichkeit hielten seit 1994 die Mafiosi Iwankow und Asmakow 100 % der Aktien von Kiew-Donbass, das damals ein Erdöl- und Kohlebergbauunternehmen war. Damit gelangten Kiew-Donbass und Nadra in die Hände der Solnzewo-Bruderschaft, an deren Spitze Semjon Judkowitsch Mogilewitsch stand, weil Iwankow und Asmakow für Mogilewitsch arbeiteten. Asmakow wurde lange Zeit von Mogilewitsch unterstützt. Er lebte bei ihm in Ungarn und erhielt von ihm einen gefälschten griechischen Pass (genauso wie die gesamte Magadan-Brigade). Mit Mogilewitsch und der Solnzewo-Bratwa im Rücken bekam Grinschpon die mächtigste Kryscha, die man sich nur vorstellen kann. Als Untergebene von Mogilewitsch fuhren Asmakow und Roitman ein Mal jährlich zu ihm, um Rechenschaft für ihre Tätigkeiten abzulegen. Begleitet wurden sie jedes Mal von Aleksandr Levin, der eine Art hauseigener Buchhalter der Magadan-Brigade war.

### Geschäftstätigkeit vonKiew-Donbass
Die Kutschma-Regierung versorgte Kiew-Donbass mit Handelsverträgen. Dabei lieferte die Magadan-Brigade über Kiew-Donbass Erdöl und Kohle an Unternehmen, die unter der Leitung von Pawlo Lasarenko standen. Er sei, laut Roitman, der Vertreter der Magadan-Brigade (und damit der Solnzewskaja) in der ukrainischen Regierung gewesen.
Es blieb aber nicht nur bei den Handelsverträgen. Noch zu Sowjetzeiten hatte Ukraine an Ungarn ein Darlehen in Höhe von 300 Millionen Dollar vergeben. Mit der Eintreibung dieser Kreditschuld beauftragte Kutschma Kiew-Donbass, und damit die russische Mafia, damit sich alle Beteiligten daran persönlich bereichern konnten. Es ging also um den Diebstahl staatlicher Gelder. Dazu wurde ein kompliziertes Geschäftsschema entwickelt: Kiew-Donbass erhielt von Ungarn Wechsel, für die in Russland Kohle eingekauft wurde. Die Kohle stellte Kiew-Donbass metallurgischen Werken in der Ukraine zu und erhielt dafür Metallerze, die schließlich an der Londoner Börse weltweit verkauft wurden. Auf diese Weise wurden die 300 Millionen Dollar der ungarischen Kreditschuld unter Kutschma, Lasarenko, Kiew-Donbass und der ungarischen Seite, die bestochen werden musste, aufgeteilt.
Generell wurden alle Einkünfte aus den abgewickelten Geschäften der Firma Kiew-Donbass, laut Roitman, zwischen den offiziellen und inoffiziellen Anteilseignern aufgeteilt. 70 % erhielten Michail Grinschpon, Viktor Topolow, Aleksandr Levin und Wassili Nefedjew. 30 % gingen an die Mafia: 10 % teilten Iwankow, Asmakow und Roitman unter sich auf, 10 % bekamen die Solnzewo-Anführer Sergei Anatoljewitsch Michailow, Viktor Awerin und Arnold Tamm-Spiwakowski und die restlichen 10 % wurden an Andrei Wladimirowitsch Skotsch, Lew Kwetnoi und Alischer Burchanowitsch Usmanow vergeben.

### Konflikte innerhalb der Mafia
Zwischen Mogilewitsch und Asmakow kam es später zu Zwistigkeiten, und sie begannen, das gemeinsame Geschäft aufzuteilen. 1997 wurde die Nadra Bank an Ilja und Wadim Segal verkauft, die in den USA lebten und enge Kontakte mit der Mogilewitsch-Gruppierung pflegten. Zuvor hatten die Brüder nämlich die Moskauer Petroff-Bank, die ebenfalls der Solnzewo-Bruderschaft und Mogilewitsch gehörte, aufgekauft. Auf diese Weise gehörte seitdem die Nadra Bank Mogilewitsch und seinen Leuten, während Kiew-Donbass bei Asmakow verblieb. Viktor Topolow verließ daraufhin die Nadra Bank und wurde Vorsitzender der Firma Kiew-Donbass sowie Aktionär von Kyiv Donbas Development Group N.V. (KDD Group), die in den Niederlanden registriert wurde. Asmakow besaß zu diesem Zeitpunkt 45 %, Levin 28,32 %, Topolow 11,2 %, Slipez 11 % und Valentin Muzhtschuk (Topolows Vertrauensmann) 3,5 % der Aktien. Bis 1999 unterlag die Nadra Bank der alleinigen Kontrolle der Solnzewo-Bruderschaft, worüber ganz offen in ukrainischen Bankenkreisen gesprochen wurde.

#### Kutschma vs. Lasarenko
Es gab verschiedene Gründe für die Zwistigkeiten zwischen Mogilewitsch und Asmakow. Einer davon hatte mit der ukrainischen Regierung zu tun. Seitdem der Magadan-Brigade Kiew-Donbass übergeben wurde, arbeitete Lasarenko im Auftrag von Kutschma mit ihr zusammen. Er war ihr „Schirmherr“. Doch dann begann 1997 ein erbitterter Kampf zwischen Kutschma und Lasarenko. In der Folge kam es in Ungarn zu einem Treffen zwischen Mogilewitsch und anderen Anführern der Solnzewo-Bruderschaft, bei der auch Asmakow und Roitman anwesend waren. Damals wurde beschlossen, den ukrainischen Präsidenten Kutschma zu stürzen und an seiner Stelle den Premierminister Lasarenko einzusetzen. Außerdem traf sich Asmakow auch noch allein mit Lasarenko und wurde von ihm damit beauftragt, die Situation in Kiew durch einen Terrorakt zu destabilisieren. Es sollten Bombenanschläge auf mehrere, mit Passagieren vollbesetzte Oberleitungsbusse erfolgen. Mit großer Mühe sei es Roitman gelungen, seinen Chef von diesem Vorhaben abzubringen. Deshalb entschieden sich Asmakow und Roitman nicht Lasarenko, sondern Kutschma zu unterstützen, und berichteten diesem von den Plänen Lasarenkos und der Solnzewo-Bruderschaft. So blieb Kutschma noch bis 2005 Präsident der Ukraine.

#### Ermordung von Asmakow
Damit hatte aber der Chef der Magadan-Brigade sein Todesurteil unterschrieben, denn Mogilewitsch beauftragte den Mord an ihm. Am Abend des 29. März 1999 wurde Asmakow von seinen eigenen Leuten, die ihn zu einem Treffen mit Kutschma und Ihor Surkis begleiteten, durch zwei Kopfschüsse während der Autofahrt in Kiew erschossen. Der Schütze war Wjatscheslaw Konstantinowski, sein Bruder Aleksandr saß am Steuer. Die Brüder Aleksandr und Wjatscheslaw Konstantinowski stiegen nach der Ermordung Asmakows zu den Chefs von Kiew-Donbass auf. Die Leiche Asmakows wurde, laut Roitman, in einem Fischereibetrieb tiefgefroren, anschließend zersägt und überall in der Stadt verteilt.
Um das Jahr 2014 herum hatte Kiew-Donbass etwa 1 Milliarde Dollar in (größtenteils) legale Projekte investiert. Das Unternehmen konzentrierte sich zu diesem Zeitpunkt auf Business Development (Kyiv Donbas Development Group bzw. KDD Group) und auf Gastronomie (Restaurantketten „Carte Blanche“ und Schnellimbissfilialen „Puzata Chata“).

#### Die Brüder Surkis
SIKE Ihor Surkis und sein Bruder Hryhorij Surkis, heute Vizepräsident der UEFA, waren in hohem Maße an Asmakows Tod interessiert. 1992 gaben sie auf Wunsch des ersten ukrainischen Präsidenten Leonid Krawtschuk den Mord an Jefim Ostrowski, dem damaligen Chef von Dynamo Kiew, in Auftrag. Dazu wandten sie sich an Mogilewitsch, der seinen langjährigen Kumpanen Semjon Jachimowitsch (Deckname: Byk) nach New York entsandte, um die Magadan-Brigade damit zu betrauen. Der Mord an Ostrowski war der erste Auftragsmord der angehenden Magadan-Brigade. Im Anschluss daran erhielten die Surkis-Brüder den Fußballclub Dynamo Kiew und stiegen zu Oligarchen auf. Der gewaltsame Tod von Asmakow sollte also, laut Roitman, den Brüdern Surkis dazu dienen, einen unerwünschten Zeugen im Mordfall Ostrowski aus dem Weg zu räumen. Nach seinem Tod habe Asmakows Lebensgefährtin Hryhorij Surkis geheiratet und ihm 2005 einen Sohn geboren.
Gemeinsam mit Wiktor Medwedtschuk gaben die Brüder Surkis 1997 auf Bitten von Kutschma ebenso die Ermordung des Oligarchen Wadym Rabinowytsch, Vorsitzender des Ukrainischen Jüdischen Kongresses, und des ukrainischen Volksabgeordneten Wolkow in Auftrag, die damals für viele Schattengeschäfte von Kutschma verantwortlich waren. Der Mordauftrag ging bei der Solnzewo-Bruderschaft ein, die diesen an Asmakow und seine Magadan-Brigade weiterleitete. Auch in diesem Fall sollten im Auftrag des ukrainischen Präsidenten unerwünschte Zeugen liquidiert werden. Rabinowytsch blieb jedoch am Leben, weil er vom geplanten Mord erfahren hatte. Die Nichtausführung des Auftragsmordes war auch einer der Gründe, weshalb Asmakow sterben musste.

## Weltweite Ausbreitung der russischen Mafia
Laut den Angaben des Milizobersts Juri Gogolew, des zuständigen Mitarbeiters des Regionalamtes für den Kampf gegen die organisierte Kriminalität, welches dem russischen Innenministerium unterstellt ist, hat sich die russische Mafia in den 1990er-Jahren weltweit in über 14 Staaten ausgebreitet. Die russischen Kriminellen agieren dort völlig legal, sind Mitbegründer von Unternehmen und Finanzinstituten.

### Österreich
Nach dem Zusammenbruch der Sowjetunion begann die russische Mafia, ihre Einflusssphäre nach Mitteleuropa auszudehnen. Bis Mitte der 1990er-Jahre haben sich mehrere Dutzend russischer „Diebe im Gesetz“ und andere kriminelle Autoritäten in Österreich niedergelassen. Zusammen mit den einwandernden kriminellen Subjekten gelangte eine große Menge „schmutziger Gelder“ in den Wirtschaftskreislauf Österreichs, die nicht nur in legale Unternehmen investiert, sondern auch für illegale Drogen- und Waffengeschäfte genutzt wurden. Das russische Innenministerium warnte seine österreichischen Kollegen, die russischen Banditen würden in Österreich zunächst die von russischen Landsleuten geführten Wirtschaftsunternehmen unter ihre Kontrolle bringen, um sich dann dem einheimischen Unternehmertum zu widmen.
In den 1990er-Jahren gab es Pressemeldungen darüber, dass die in Österreich niedergelassenen russischen Unternehmer schriftliche Einladungen nach Russland sendeten, damit ihre Landsleute bei der österreichischen Botschaft in Moskau Anträge auf ein Einreisevisum stellen konnten. Monatlich gingen in der Botschaft rund 550 solcher Anträge ein, wobei etwa 500 von jungen Frauen gestellt wurden. Nach Aussage der österreichischen Sicherheitsbehörden war Wien 1995 Zentrum des russischen Frauenhandels, denn es gab eine klare Zunahme von russischen und ukrainischen Kellnerinnen oder Tänzerinnen in den Nachtclubs von Wien sowie von russischen Prostituierten in ganz Österreich.
Ebenfalls in den 1990er-Jahren befürchteten österreichische Experten, dass die russische Mafia ihren Einfluss auf den österreichischen Immobilienmarkt ausweite. Beispielsweise gehörten 1995 einem einzigen russischen Unternehmen allein in Wien 84 Immobilien. Jack Blum, der amerikanische Experte für internationale Finanzkriminalität, sah 1998 in Wien sogar ein Zentrum der Geldwäsche aus den ehemaligen Oststaaten. Der Anteil der von der russischen Mafia begangenen Verbrechen an der Gesamtkriminalität in Österreich wurde zu diesem Zeitpunkt von österreichischen Sicherheitsbehörden auf 30–35 % geschätzt.

#### Mafiaverbrechen in Österreich
Am 14. Mai 1998 wurde die russische Mafia zum Thema der 121. Sitzung des Nationalrates der Republik Österreich. Die FPÖ und der Abgeordnete Ewald Stadler stellten einen dringlichen Antrag „betreffend Verflechtungen zwischen Politik und Russenmafia“. Darin wurde festgestellt, dass seit dem Zusammenbruch des Ostblocks in Österreich verstärkt Personen aus der ehemaligen UdSSR auftreten, die durch Gruppen der organisierten Kriminalität unterwandert sind. Dies wurde durch Strukturanalysen der EDOK nachgewiesen. In folgenden Kriminalfällen wurde eine zweifelsfreie Mitwirkung der russischen Mafia festgestellt:
- September 1994: Mord am russischen Geschäftsmann Sergei Tschingizowitsch Hodscha-Achmedov (bzw. Chodzha-Achmedow) in Wien. Die russische Mafia vollstreckte am 19. September 1994 ihr erstes Todesurteil innerhalb Österreichs am 37-jährigen Hodscha-Achmedov, der vor seiner Wohnung in Wien-Döbling mit 19 Schüssen aus einer Maschinenpistole getötet wurde, was die österreichischen Sicherheitsbehörden in höchste Alarmbereitschaft versetzte. Achmedow kam 1989 nach Österreich und lebte in der ersten Zeit im Aufnahmelager Traiskirchen. Kurze Zeit später verfügte er plötzlich über sehr viel Geld, war ständig von attraktiven russischen Frauen umgeben, gründete eine Firma, die mit Autoersatzteilen handelte, und mietete ein Büro in einem der teuersten Bezirke von Wien. Gemäß den Angaben des damaligen Ermittlers Hans Schaffer bot Achmedow dem Wiener Rotlichtmilieu Prostituierte aus dem Ostblock an, hielt sich allerdings nicht an die getroffenen Vereinbarungen. Für Die Welt, die darüber im Januar 1995 berichtete, gab es keinen Zweifel, dass Achmedow sein Geld mit Prostitution, Drogenhandel und wohl auch Waffenschmuggel verdiente. Der Auftragskiller, der für den Mord 10.000 Schilling kassiert hatte, wurde später gefasst. Auch den ermittelnden Beamten Schaffer versuchte die Mafia umzubringen, als er 1996 mit dem Dienstwagen zum Strafprozess fuhr und ein Unbekannter eine Handgranate unter sein Auto warf.[31]

- Juli 1996: Mord am georgischen Geschäftsmann David Sanikidse[32] in Wien, Statthalter der georgischen Mafia in Moskau und Freund des georgischen Präsidenten Eduard Schewardnadse. Sanikidse unterhielt Geschäftsbeziehungen zu verschiedenen russischen und usbekischen Mafiagruppierungen und fiel in Österreich durch Waffenkäufe auf. Er war auch Geschäftsführer eines Wiener Unternehmens, das Nutznießer politischer und wirtschaftlicher Aktivitäten in der ehemaligen UdSSR war. Zudem war er Geschäftsführer der Firma ABV Leasing und Hotelinvest, die sich an Hotels in Russland und Georgien beteiligte.

- Juli 1996: Mord am jüdischen Geldwechsler Izrael Laster in Wien-Floridsdorf.[33]

- Dezember 1997: Festnahme[34] von Anatoli Radtschenko (Spitzname: Tschelentano bzw. Celentano)[35], eines Auftragskillers der Russenmafia, in Schwechat, auf dessen Konto der Mord eines russischen Staatsangehörigen in Paris geht.

- 9. Mai 1998: Mord an Siegfried Goluch[36], Geschäftsführer des Juweliergeschäfts Haban in Wien, mutmaßlich durch Wladimir Aleksandrowitsch Gurtschenkow, eines Mitglieds der Solnzewo-Bruderschaft.

#### Kontakte österreichischer Politiker mit der Mafia
Im FPÖ-Antrag vom 14. Mai 1998 wurde explizit darauf hingewiesen, dass es – wissentlich oder unwissentlich – zu einer Vielzahl von Kontakten zwischen österreichischen Politikern und Personen aus dem Milieu der russischen Mafia gekommen sei, wodurch nicht nur das Ansehen Österreichs gefährdet, sondern der russischen Mafia der Zugang zu neuen Märkten in Österreich erleichtert wurde.
So intervenierte der damalige Bundeskanzler Franz Vranitzky für den österreichischen Bauunternehmer Leopold Bausbek wegen geplanter Hotelprojekte mit dem später ermordeten David Sanikidse. Bausbek gründete 1978 die Firma ABV Group, zu der International Project Engineering Consult, ABV Leasing- und Hotelinvest, ABV Allgemeine Bauten-Vertriebsgesellschaft und Marco Polo Hotels & Resorts gehörten. Bausbek errichtete im Laufe der 1980er-Jahre acht Luxushotels in der ehemaligen Sowjetunion und war mit einer Verwandten von Schewardnadse verheiratet. Während der Eröffnung des 5-Sterne-Hotels „Rachat Palace“ in Almaty im Jahr 1995 sei laut Kronen Zeitung der Kontakt zum lettisch-jüdischen Unternehmer Grigori Emmanuilowitsch Lutschanski hergestellt worden, über dessen Wiener Firma Nordex das gesamte Vermögen der sowjetischen KP in den Westen transferiert worden sein soll. Ein Beamter des deutschen Nachrichtendienstes bezeichnete Lutschanski als den „Boß aller Bosse der Ostmafia in Europa“, der „wie viele andere Paten auch, seit Jahren in Wien unbehelligt seinen Geschäften nachgehen“ darf. Die Aufklärung des Falls Sanikidze wurde nach Angaben der zuständigen Kriminalbeamten durch die EDOK behindert, vor allem als es um die Offenlegung der politischen Verwicklungen in Österreich ging. Außerdem habe Vranitzky „innige Kontakte“ mit dem ehemaligen Bürgermeister von St. Petersburg Anatoli Alexandrowitsch Sobtschak unterhalten, dem die Finanzierung eines Österreich-Platzes zugesagt wurde, welche dann laut FPÖ „in dunklen Kanälen“ versickert war.
Wie sein ehemaliger Parteichef Vranitzky flog auch der SPÖ-Abgeordnete Peter Marizzi „in Privatjets der Mafia in der ehemaligen Sowjetunion umher“, um mit den Mafiapaten der zentralasiatischen Republiken Geschäfte zu machen, so Ewald Stadler während seiner Rede vor dem österreichischen Nationalrat. Bekannt waren auch die Ostkontakte des ehemaligen Innenministers Karl Blecha, der seit 1992 zusammen mit dem ehemaligen Außenminister Leopold Gratz und Sanikidze, der Hauptverantwortlicher für Schutzgelderpressung westlicher Investoren gewesen sein soll, an einer Firma beteiligt war. Stadler warf überdies Blecha vor, „engste Kontakte“ zu der Ostmafia, darunter zum Anführer der Solnzewo-Bruderschaft Sergei Michailow, zu unterhalten. Ebenso hatte der ehemalige Landwirtschaftsminister Erich Schmidt umfangreiche Ostkontakte. Im Rahmen seiner Insolvenz wurde offensichtlich, dass Gelder in Millionenhöhe über sein verschachteltes Firmenimperium im Osten verschwanden.

### Deutschland
In den 1990er-Jahren stammten von den 50 in Deutschland agierenden russischen Gruppierungen der organisierten Kriminalität rund 20 aus der Stadt und Oblast Moskau. Ein Drittel aller in Deutschland verübten Verbrechen entfielen in diesem Zeitraum auf russischsprachige Kriminelle.
Nach den Angaben des Bundeskriminalamts gehörten zu den Aktivitäten der russischsprachigen Mafiaorganisationen in Deutschland hauptsächlich Erpressung, Autodiebstahl, Zuhälterei, Schmuggel von Kunstobjekten, Antiquitäten, Drogen, Edelmetallen und Erdölprodukten. Zum Zentrum der russischen Mafia in Deutschland, nach manchen Quellen sogar in Westeuropa, wurde Berlin. Gruppierungen profitiertem unter anderem vom Transformationschaos nach der Wende, zumal in Berlin die Arbeit der Ermittlungsbehörden im West- und Ostteil der Stadt noch nicht synchronisiert war. Von deutschen Behörden aufgedeckt wurden 2007 zehn kriminelle Gruppierungen mit 95 Mitgliedern, die Abkömmlinge von ehemaligen Sowjetrepubliken waren. 2008 waren es bereits vierzehn solcher Gruppierungen mit 167 aktiven Mitgliedern, vorwiegend Litauer, Russen, Ukrainer, Belarussen und Aserbaidschaner. Unter denjenigen, die an illegalen Aktivitäten beteiligt waren, ohne Mafiamitglieder zu sein, befanden sich auch Moldawier und Kirgisen. 2006 und 2007 lag in Berlin der Schwerpunkt der kriminellen Machenschaften auf Autodiebstahl, Kontoeröffnungsbetrug, Überweisungsbetrug und anderen Wirtschaftsverbrechen. Von Bedeutung waren außerdem Dokumenten- und Geldfälschung sowie Drogenhandel (Marihuana, Ecstasy).
Die zweite von der russischen Mafia bevorzugte deutsche Stadt ist Köln. Dort agiert die Kölnskaja-Gruppe, die wohl einflussreichste russischsprachige Mafiagruppierung in Deutschland. Sie zählt etwa 100 Mitglieder und ist außer in Köln auch in 500 weiteren europäischen Städten aktiv. Zu den Haupttätigkeiten dieser kriminellen Vereinigung gehören Erpressung, Schmuggel von und Handel mit Drogen und Waffen. Eine weitere in Deutschland agierende Gruppierung heißt Dolgoprudnenskaja-Gruppe. Des Weiteren gibt es noch kleinere unabhängige, ethnisch geprägte Gruppierungen (Tschetschenen, Georgier, Armenier, Aserbaidschaner), die ihrer kriminellen Tätigkeit in Frankfurt am Main, Düsseldorf und Hamburg nachgehen. In Düsseldorf sollen die russischsprachigen Mafiaorganisationen das Nachtleben und die Prostitution kontrollieren. Nach BKA-Angaben wurden bundesweit mindestens 10.000 russische Frauen in die Prostitution gezwungen.
Ein beträchtliches Problem für die deutschen Behörden stellt die Geldwäsche dar. Es gab mehrere Versuche, die meist in der Russischen Föderation unrechtmäßig erworbenen Gelder zu legalisieren. Während einer 2007 von den Stuttgarter Strafverfolgungsbehörden durchgeführten Operation wurden drei ehemalige russische Staatsbürger für die Geldwäsche von rund 8 Millionen Euro durch Immobiliengeschäfte festgenommen. Das Geld war auf mehreren Konten der Berliner Bank und einer Filiale der Commerzbank in Esslingen deponiert. Über diese Konten kauften und verkauften die Mafiamitglieder Gebäude und Grundstücke in Stuttgart und Umgebung. Zusätzlich gründeten sie zur Verwaltung der Geldmittel die Firma S&L Iba GmbH mit Sitz in Wendlingen und Stuttgart. Später stellte sich dann heraus, dass das gewaschene Geld aus verschiedenen illegalen Geschäften stammte, die von der Ismailowskaja-Gruppe durchgeführt wurden.
In einem Bericht des Bundeskriminalamts vom Juli 2016 sprach dessen Chef Holger Münch von einer dynamischen Entwicklung der russisch-eurasischen organisierten Kriminalität, die sich nach Westdeutschland ausbreite. Aus den gefährlichsten Gruppierungen würde die verschworene Bruderschaft „Diebe im Gesetz“ am deutlichsten herausragen. Das BKA assoziierte früher 20.000 bis 40.000 Personen mit dieser Organisation. Aktuell spricht die Behörde von einer „fünfstelligen Zahl“. In deutschen Justizvollzugsanstalten, wo 8 bis 10 % aller Häftlinge russischsprachig bzw. russischstämmig seien, gäbe es ein enormes „Rekrutierungspotential“. Die kriminellen Banden würden sich unter anderem auf Wohnungseinbrüche, Diebstähle, Prostitution, Schutzgelderpressung und Warenbetrug konzentrieren.
In Deutschland ist bislang nur eine aktive Gruppierung der russischen Mafia bekannt: Die Samarowskaja Gruppa, die von Berlin aus die Aktivitäten in Ostdeutschland und von Köln aus die im Westen leitet. Allerdings kann alleine auf deutschem Gebiet von mehreren vergleichbaren, bisher unentdeckten Organisationen ausgegangen werden.

### Schweiz
Die Schweiz verzeichnete seit den frühen 1990er-Jahren eine Zunahme von Geldströmen aus der ehemaligen UdSSR. Schweizer Behörden stellten fest, dass zwischen 40 und 50 Milliarden US-Dollar von Staatsbürgern der früheren Sowjetrepubliken auf Schweizer Banken und in anderen Finanzinstituten deponiert wurden. Die Schweiz begrüßte diesen finanziellen Zustrom, da ihr Bankensektor verstärkt einem Wettbewerb seitens der Offshore- und globalen Mainstream-Banken ausgesetzt war. Es gab dabei keine Möglichkeit zu ermitteln, in welchem Ausmaß diese Gelder kriminellen Machenschaften entstammten. Die ehemaligen Sowjetbürger erwarben im Laufe der Zeit in der Schweiz Immobilien, siedelten mit ihren Familien in die Schweiz um und begannen, aktiv an der regionalen Wirtschaft mitzuwirken. Die Schweizer Bundesanwältin Carla del Ponte äußerte, dass die russischsprachigen Gruppierungen der organisierten Kriminalität bis 1999 etwa 300 Schweizer Firmen infiltriert hatten, um das Land als „Sparschwein“ zu benutzen. In den 2000er-Jahren vollzog sich eine Wandlung der russischen Mafiagruppierungen in der Schweiz. Seitdem existieren neben jenen kriminellen Gruppierungen, die ihren illegalen Geschäften in anderen Staaten nachgehen und die Schweiz nur zur Geldwäsche nutzen, nun auch neue Verbrechergruppen, deren Mitglieder ihren Wohnort in die Schweiz verlegt haben. Diese neuen Gruppen sind in der Regel klein und in Delikte, wie Diebstahl und Raub, involviert. Im Kanton Waadt beispielsweise waren 2008 11 % der begangenen Verbrechen Raubdelikte, von denen 24 % Wohnungseinbrüche waren, die meist von Personen aus der ehemaligen Sowjetunion (in erster Linie von Georgiern) durchgeführt wurden.

### Belgien
Die Aktivitäten der russischen Mafia in Belgien konzentrieren sich auf Prostitution, Pornographie und Wirtschaftsverbrechen. Viele russischsprachige Gangs operieren zwar in Brüssel, aber die Hauptregion ihrer kriminellen Tätigkeiten ist Antwerpen und sein Hafen als Hauptbasis für transatlantische Schmuggeloperationen.

### Niederlande
Amsterdam wurde in den 1990er-Jahren als Hochburg der russischen Mafiagruppierungen betrachtet. Aufgrund der liberalen niederländischen Drogenpolitik konnten die Mafiagangs die Niederlande als Durchgangspunkt für den illegalen Drogenhandel ausnutzen. Andere kriminelle Handlungsfelder waren Prostitution, Pornographie und Schmuggel gestohlener Fahrzeuge. Genauso wie in anderen westeuropäischen Staaten konzentrierten sich die größeren russischsprachigen Banden auf Wirtschaftskriminalität. Aus diesem Grund kommen Delikte der Geldwäsche und Geldfälschung besonders häufig vor. Die Niederlande fungieren wie Belgien ebenfalls als Basis für transatlantische kriminelle Operationen.

### Spanien
Die erste russischsprachige kriminelle Organisation tauchte in Spanien in den frühen 1990er-Jahren auf und bestand hauptsächlich aus Ukrainern, Belarussen, Georgiern und Tschetschenen. Seit 1994 etablierten sich diese Gruppen, die nun mit den durch die gerade aufgeblühte und undurchsichtige russische Marktwirtschaft zu Wohlstand gekommenen neureichen Russen durchsetzt waren, vorrangig in drei Regionen: an der Costa del Sol in der Provinz Málaga (hier vor allem in den Touristenstädte Marbella und Estepona), im Einzugsgebiet von Valencia (Torrevieja und Benidorm) und an der katalanischen Küste.
1993 stellte das Spanische Konsulat in Moskau 44.584 Visa aus, 1994 verdoppelte sich diese Zahl beinahe. In den nächsten zwei Jahren orientierte sich die spanische Regierung nach einem strengeren Regelwerk bei der Vergabe von Visa an Bürger der ehemaligen Sowjetrepubliken. Dies hinderte die kriminellen Gruppierungen jedoch nicht daran, die Visaausstellung in ihren jeweiligen Herkunftsstaaten unter ihre Kontrolle zu bringen. Später wurde das Visasystem vereinfacht, so dass die russischsprachigen Kriminellen leichteren Zugang nach Spanien fanden.
Alle Anzeichen deuten auf die Existenz von groß angelegten Geldwäscheoperationen in Spanien hin, die von russischsprachigen Gruppierungen der organisierten Kriminalität durchgeführt werden. Getätigt werden die Investitionen durch Einzelpersonen oder durch in Spanien ansässige Wirtschaftsunternehmen, deren Kapital aus den GUS-Staaten stammt und die sich vornehmlich auf den Außenhandel, Immobilienverkäufe, Gastronomie und Tourismus spezialisiert haben, also Branchen mit hohem Bargeldverkehr. Im März 2003 fand in Spanien ein wichtiges Treffen von „Dieben im Gesetz“ statt. Teilnehmer waren: Sachari Knjasewitsch Kalaschow (Schakro molodoi), Aslan Raschidowitsch Usojan (ded Chasan), Wladimir Anatoljewitsch Tjurin (Tjurik), Witali Isgilow (Swer, Witalik Machatschkalinski), Tariel Oniani (Taro), Merab Gogija (Merab, Melija), Dschamal Chatschidze (Dschamal; er repräsentierte die Solnzewo-Bruderschaft), Wachtang Kardawa bzw. Vahtang Kardava (Wacho), Mamuka Mikeladze (Mamuka), Armen Arutjunow und Leonid Kaplan (Leon Lann). Bei dieser Zusammenkunft wurde beschlossen, zwecks Geldwäsche ein Firmennetzwerk in Spanien zu installieren. Das kriminell erworbene Kapital sollte dann in die Immobilien an der Costa del Sol investiert werden. Dazu wurden unter anderem die Firmen Suninvest 2000, Elviria Invest, Megrisa, Megabetta V & N und Immobiliarios Estepona gegründet. Später stellten die spanischen Behörden bei ihren Ermittlungen fest, dass zwei Gründer von Suninvest 2000 Leon Lann und Konstantin Manukjan die Hauptverantwortlichen für die Geldwäsche in Spanien waren.
An der Costa del Sol und in Madrid entstanden außerdem Gruppierungen, die sich auf Diebstähle von Luxusautos spezialisiert hatten. Das gestohlene Diebesgut wurde dann durch russische oder polnische kriminelle Gruppierungen nach Osteuropa transportiert und dort verkauft. Die Ausbreitung von Prostitutionsringen, die durch die russische Mafia kontrolliert werden und sich in den Mitgliedsstaaten der Europäischen Union sowie der Türkei festgesetzt haben, hat sich in Spanien nicht durchgesetzt.

#### Polizeieinsätze in Spanien
„Operation Avispa“
2005 starteten die spanischen Behörden einen groß angelegten Polizeieinsatz unter dem Codenamen „Operation Avispa“. Während der ersten Phase im Juni 2005 („Avispa I“) wurden 28 Verdächtige verhaftet, von denen 22 mutmaßliche russische Mafiabosse waren. Unter den Festgenommenen befand sich auch der georgische Mafiaboss Tariel Oniani, der in Spanien seit Ende der 1990er-Jahre in der Bauwirtschaft tätig war. Oniani konnte sich der spanischen Gerichtsbarkeit entziehen. Doch seinen Anhängern wurde vorgeworfen, ein Verbrechersyndikat gegründet zu haben, das in den Touristenorten Marbella, Fuengirola, Benalmádena und Torremolinos durch Immobilieninvestitionen Gelder der kriminellen Unterwelt Russlands legalisiert. 400 Polizeibeamte nahmen an dieser Operation teil. Es wurden 41 Grundstücke durchsucht und 800 Bankkonten eingefroren. In der zweiten Phase vom November 2006 („Avispa II“) wurden 9 weitere Personen festgenommen. Am 3. November 2010 wurde Wladimir Tjurin vom russischen Nachrichtendienst FSB verhaftet. Die spanischen Behörden, die einen Antrag auf internationale Suche nach Tjurin gestellt hatten, glauben, dass er der Organisator des gesamten Geldwäschesystems war.
„Operation Troika“
Im Sommer 2008 fand mit „Operation Troika“ ein weiterer Anti-Mafia-Einsatz der spanischen Behörden statt, bei der 20 Personen inhaftiert wurden, darunter die mutmaßlichen Anführer der Tambowskaja-Malyschewskaja Gruppierung Aleksandr Malyschew, Michail Rabo und Genadi Petrow. Diese Mafiaorganisation wird verdächtigt, mit Hilfe von 500 Bankkonten mehrere zehn Millionen Euro jährlich „gewaschen“ zu haben. Dieses Geld wurde in St. Petersburg erwirtschaftet, wo die Gang Drogenhandel betreibt und über Hotels, Restaurants und hohen Einfluss im Bankensektor verfügt.
„Operation Java“
Im März 2010 wurde die „Operation Java“ durchgeführt, bei der 69 Personen, davon 24 in Spanien (15 in Barcelona, 4 in Getso, 4 in Valencia, 1 in Guadalajara), festgenommen wurden. Weitere Durchsuchungen und Verhaftungen im Rahmen von „Java“ erfolgten in Deutschland, der Schweiz, Österreich, Frankreich und Italien. Der mutmaßliche Anführer einer Mafiagruppierung, der Georgier Kahaber Shushanashvili wurde in Barcelona in Haft genommen. Die meisten der Mitglieder dieser Gang waren Georgier. Ihre Hauptaktivitäten waren Geldwäsche, Auftragsmorde, Erpressung und Diebstahl. Ermittlungen stellten fest, dass diese kriminelle Vereinigung in Verbrechensdelikte in mindestens zehn europäischen Staaten sowie in Kolumbien und Mexiko involviert war. Die Polizei glaubt, eines der größten Erfolge dieser Operation sei die Sicherstellung des „Allerheiligsten“ gewesen, eines Registers mit allen Geldeinkünften in die Gemeinschaftskasse der Mafiagruppe. Dies ist das Hauptbeweisstück gegen die gefassten Mitglieder des Mafianetzwerks.

### Frankreich
Wie in den meisten europäischen Staaten waren die russischsprachigen Gruppierungen der organisierten Kriminalität auch in Frankreich seit Anfang der 1990er-Jahre in Verbrechen involviert, die vom gewöhnlichen Diebstahl bis zu komplexen Geldwäschevorgängen ein großes Spektrum von Delikten aufboten. Für Frankreich charakteristisch war jedoch der Umstand, dass diese Gruppierungen in Verbrechen eingebunden waren, die im Zusammenhang mit Edelmetallen, Edelsteinen, Erdöl und Holzwirtschaft standen. Überdies waren sie in den Antiquitätenhandel und Edelprostitution verstrickt. Lange Zeit verband man die russischsprachigen Mafiagruppierungen Frankreichs mit dem Namen Alimzhan Tursunowitsch Tochtachunow (Deckname: Taiwantschik), der offiziell Modelagenturen betrieb, doch inoffiziell als Schirmherr (russ. smotrjaschtschij) der russischen Mafia in Europa betrachtet wurde. Allgemein bekannt wurde er, als er der Beeinflussung von Leistungsergebnissen bei den Olympischen Winterspielen 2002 in Salt Lake City angeklagt wurde. Er nahm Einfluss sowohl auf französische Preisrichter, die das russische Team höher bewerteten, als auch auf russische Preisrichter, die zugunsten des französischen Teams abstimmten. Am Ende konnte seine Verstrickung in diese Angelegenheit nicht bewiesen werden und der Fall wurde geschlossen. Das Interesse der russischen Mafia an Frankreich belegen auch die häufigen Besuche von kriminellen Anführern aus der ehemaligen Sowjetunion, von denen sich manche für eine gewisse Zeit in Frankreich niederließen, darunter die „Diebe im Gesetz“ Beslan Aleksejewitsch Dschonua (Deckname: Besik), Dschamal Chatschidze (Deckname: Dschamal), Sergei Wiktorowitsch Jermilow (Deckname: Ded) und der Anführer der Mazutkinskaja Gruppierung Aleksei Dinarowitsch Petrow (Deckname: Petrik, Ljonja chitryj). Gut bekannt war der Kriminalfall, in den der „Dieb im Gesetz“ Amiran Gazdeliani (Deckname: Bego) verwickelt war. Er wurde 2005 zusammen mit zwei anderen georgischen „Dieben im Gesetz“ Paata Zaurijewitsch Bazradze und Dscheiran Kinzuraschwili für Autodiebstahl in Antwerpen und anschließenden Schmuggel der Fahrzeuge nach Osteuropa und GUS-Staaten festgenommen und verurteilt. Gazdeliani ist Landsmann und Vertrauter von Tariel Oniani, der ihm half, sich in Frankreich niederzulassen. Die russische Mafia ist vor allem im Süden Frankreichs, insbesondere an der Côte d’Azur, aktiv, weil diese Region in wirtschaftlicher Hinsicht gut entwickelt und bei Touristen sehr beliebt ist. Dort lassen sich zudem viele kriminelle Autoritäten dauerhaft nieder. Experten sind der Ansicht, dass viele der Mafiamitglieder schwer bewaffnete Ex-Militärs aus früheren Regionen der Sowjetunion, wie Tschetschenien, sind. Von den 69 Festnahmen, die während der „Operation Java“ erfolgt sind, wurde der Großteil in Frankreich durchgeführt.

### Schweden
Auch in Schweden tauchten die ersten russischsprachigen Mafiagruppierungen nach dem Zusammenbruch der Sowjetunion auf. Vermutlich hing das gesteigerte Interesse der kriminellen Gruppierungen an Schweden mit der relativ kurzen Entfernung zwischen der schwedischen Ostküste und St. Petersburg, eines der Zentren der russischen Mafia, zusammen. Zu ihren Hauptaktivitäten gehörten Schmuggel und Handel von Kunstobjekten und Antiquitäten aus den ehemaligen Sowjetrepubliken sowie Diebstahl von verschiedenen Gütern, die anschließend nach Russland geschmuggelt wurden. Anfänglich wurden diese Verbrechen von kleinen Gruppen durchgeführt, die keinen Bezug zueinander hatten. Später allerdings wurde für verschiedene Straftaten, die in Schweden begangen wurden, die Tambov-Bande verantwortlich gemacht. In den letzten Jahren konnte eine vermehrte Anzahl von Verbrechen beobachtet werden, die von Georgiern und Aserbaidschanern begangen wurden. Die meisten dieser ethnischen kriminellen Gruppierungen sind ziemlich klein – drei bis fünf Mitglieder – und begehen „einfache“ Verbrechen, wie Diebstahl, Raub und Erpressung. Ihre Mitglieder sind in den meisten Fällen Einwanderer, die von Anfang an mit dem Ziel, Straftaten zu begehen, nach Schweden gekommen waren. Meistens gelingt es ihnen, eine legale Aufenthaltserlaubnis zu erhalten und alle notwendigen Dokumente vorzulegen, um in vollem Umfang vom Sozialsystem Schwedens zu profitieren. Neben den Banden, die „einfache“ Verbrechen begehen, gibt es auch Gruppierungen, die in höherem Maße organisiert sind und komplexe kriminelle Aktivitäten durchführen. Im Sommer 2010 wurde dank der Ermittlungen der schwedischen Polizei ein ausgeklügeltes Betrugssystem aufgedeckt, in das in Schweden wohnhafte Personen involviert waren, die gefälschte bulgarische, tschechische und griechische Ausweise bei sich führten, aber in Wirklichkeit aus den GUS-Staaten stammten. Außerdem wurde in Schweden von Staatsangehörigen der GUS eine beträchtliche Anzahl von Unternehmen gegründet, die mit immens hohen Geldbeträgen operieren, aber beinahe keine wirtschaftliche Aktivität aufweisen. Mindestens zwei „Diebe im Gesetz“ – darunter Dmitri Rawiljewitsch Galejew (Deckname: Galei) – aus der Gruppierung, die vom Georgier Tariel Oniani angeführt wird, waren in Schweden wohnhaft.
Die russische Mafia benutzte Schweden – zumindest in den 1990er-Jahren – als Hauptdurchgangspunkt für den Schmuggel von illegalen Einwanderern in Richtung Westen. Aus diesem Grund wurde zur Herstellung und Verbreitung von falschen oder gestohlenen Pässen, Visa und anderen Reisedokumenten im Untergrund ein ganzer Wirtschaftszweig errichtet.

### Polen
Die russische Mafia in Polen, zu der neben ethnischen Russen auch Ukrainer und Belarussen gehören, ist die gefährlichste und einflussreichste unter den kriminellen Organisationen im Land. Sie ist verstrickt in kriminelle Aktivitäten, die mit Mord, Zuhälterei, Autodiebstahl und Autoschmuggel in die GUS-Staaten zu tun haben. 2011 agierten mehr als 20.000 russischsprachige Kriminelle innerhalb von Polen. Dadurch beherbergte das Land die zahlenmäßig größte Diaspora russischer Krimineller auf der Welt. Polen war das erste Land außerhalb der UdSSR, das von russischsprachigen Gruppierungen der organisierten Kriminalität infiltriert wurde. Noch vor 1992 schafften es diese Gruppierungen, die kriminelle Vorherrschaft in Polen durch die beinahe vollständige Verdrängung rumänischer und albanischer Mafiagruppen zu erlangen, während einheimische polnische Gangs lediglich eine teilweise Kontrolle über Autoschieberei und Drogenhandel behielten. 2008 versuchten Kosovo-Albaner durch Gründung eines Dealer-Netzwerks in Posen, einer Stadt, die als polnische Hauptstadt des russischen Verbrechens betrachtet wird, wieder Einfluss in der Verbrecherszene Polens zurückzugewinnen. Das Ergebnis waren mehrere Fälle von ermordeten Albanern, unter denen sich sogar Verwandte des Präsidenten der Republik Kosovo Hashim Thaçi befanden. Über einen langen Zeitraum hinweg spezialisierten sich viele russischsprachige Mafiagruppen auf Straßenraub, da Polen über ein gut entwickeltes Transitstraßensystem verfügt. Dazu wurden von den Verbrechern verschiedene Methoden angewendet, um von den Autofahrern für eine Durchfahrt durch polnisches Territorium eine Gebühr zu erpressen: Überfälle auf Menschen, die gerade an Grenzübergängen, Parkplätzen oder Tankstellen hielten; Anhalten von Fahrzeugen durch Blockierung der Straße, durch Platzierung von Objekten, die die Reifen zerstachen, oder durch das Vortäuschen einer Polizeikontrolle. Das effektivste und häufigste Mittel dieser kriminellen Gruppen war psychische Gewalt.

### Ungarn
1991 desertierten kurz vor ihrer Rückführung in die Sowjetunion über 1.000 in Ungarn stationierte Angehörige der Sowjetarmee. Viele wendeten sich der Kriminalität zu. Seitdem wurde in der ungarischen Hauptstadt Budapest eine Zunahme der kriminellen Handlungen seitens der russischen Mafia verzeichnet, wobei sich die Gangs die früheren Kontakte der sowjetischen Militärs zunutze machten. Die verübten Verbrechen umfassten Diebstahl und Schmuggel von Autos, Prostitution und Schutzgelderpressung. Größere Banden spezialisierten sich in Budapest auf Wirtschaftsverbrechen sowie Geldwäsche durch Aufkauf von ungarischen Unternehmen während des Privatisierungsprozesses.

### Italien
Mindestens sechs russische Mafiagangs agierten in den 1990er-Jahren in Italien. Die verübten Delikte betrafen Raub, Waffen- und Drogenschmuggel, Wirtschaftskriminalität sowie Erpressung. Manche Verbrechen wurden dabei in Zusammenarbeit mit der italienischen Mafia verübt. Am stärksten vertreten waren die russischen Mafiagruppierungen in Mailand, wo sie sich in erster Linie auf Wirtschaftsverbrechen konzentrierten.

### Griechenland
Griechenland ist einer der EU-Mitgliedstaaten, in denen sich die russische Mafia niedergelassen hat. Die kriminellen Gruppen operieren dort in einer relativ unauffälligen Weise, um nicht die Aufmerksamkeit der griechischen Strafverfolgungsbehörden auf sich zu ziehen. Zugleich schafften es die Kriminellen aus der ehemaligen Sowjetunion, starke und dauerhafte Beziehungen mit lokalen Verbrechergruppen zu knüpfen, so dass es bis heute zu keinen ernsthaften Auseinandersetzungen zwischen ihnen gekommen ist.
Es gibt einen wichtigen Umstand, der im Zusammenhang mit dem Aufkommen und der Entwicklung von russischsprachigen kriminellen Gruppierungen auf griechischem Boden eine Rolle spielt. Nach dem Zusammenbruch der Sowjetunion kehrte aus den ehemaligen Sowjetrepubliken – Georgische SSR und Ukrainische SSR – eine hohe Anzahl von Pontosgriechen, unter denen sich auch Kriminelle befanden, nach Griechenland zurück. Bereits nach kurzer Zeit übernahmen die russischsprachigen Pontosgriechen in manchen Regionen die Kontrolle über die Leder- und Pelzindustrie. Außerdem waren sie in Drogen- und Menschenhandel involviert. Eine dieser kriminellen Gruppen nannte sich Zalkskaja, so benannt nach der georgischen Stadt Zalka, der einzigen Stadt in der Sowjetunion, in der ausschließlich Griechen lebten. Eine andere Mafiagruppierung nannte sich Sochumskaja (nach der georgischen Stadt Sochumi), die von manchen Experten als mächtigste und einflussreichste Verbrecherorganisation in Nordgriechenland betrachtet wird. Mitglieder der Sochumskaja beteiligen sich am Menschenhandel, indem sie griechische Bordelle und Nachtklubs mit Frauen aus den GUS-Staaten beliefern. Griechische Strafverfolgungsbehörden ermittelten außerdem, dass russischsprachige kriminelle Gruppierungen in verschiedene Arten von Steuer- und Bankbetrug eingebunden sind. Ein bemerkenswerter Fall wurde 2005 aufgedeckt. Mehrere Personen aus den GUS-Staaten tätigten Banküberweisungen, nur um diese wenige Stunden später zu stornieren und das Geld unter Angabe von verschiedenen Gründen zurückzufordern. Die Banken erstatteten zwar die Beträge, waren aber nicht in der Lage, die „fälschlicherweise“ überwiesenen Gelder zurückzuerhalten, weil diese bereits auf russische Bankkonten weitergeleitet worden waren. Der Grundgedanke hinter diesem Betrugsschema war, dass die Konteninhaber bei Tarnfirmen angestellt waren, die für Überweisungen eine Gebühr verlangten.
Am 11. Dezember 2010 fand in Griechenland eine bedeutende Zusammenkunft von 50–60 Mafiabossen und „Dieben im Gesetz“ aus der ehemaligen Sowjetunion statt. Es wird angenommen, dass dieses Treffen dazu diente, einen Konflikt zwischen den Gruppierungen von Aslan Usojan und Tariel Oniani beizulegen. Dieser Konflikt dauerte bereits seit mehreren Jahren an und hatte einige tödliche Folgen gezeitigt: die Ermordung von Wjatscheslaw Kirillowitsch Iwankow in Russland im Oktober 2009, von Wladimir Dschanaschija in Frankreich im März 2010 und Malchaz Kitija in Griechenland im Mai 2010 sowie den Mordversuch an Aslan Usojan in Moskau im September 2010.

### Zypern
Zypern und sein Steuerrecht werden von der russischen Mafia für Geldwäsche missbraucht. Schätzungen gehen davon aus, dass bis 1996 etwa 1,3 Milliarden Dollar monatlich von Russland nach Zypern gelangt sind. Rund 2.000 russische Unternehmen wurden dort in den 1990er-Jahren zu diesem Zweck gegründet. 1995 wurde die Hafenstadt Limassol von einer Serie Bombenanschläge erschüttert, die zum Teil mit dem Rivalitätskampf zwischen russischen Gangs zusammenhingen.

### Vereinigte Staaten
Die russische organisierte Kriminalität breitete sich vor allem in denjenigen US-amerikanischen Städten und Bundesstaaten aus, die eine hohe Anzahl von russischen Emigranten aufwiesen, wie New York City und Philadelphia sowie Teile von Florida und Kalifornien. Während der 1970/80er-Jahre wanderten annähernd 200.000 Sowjetbürger, meist jüdischer Herkunft, in die USA ein. In diesem Kontext äußerte sich Dan Lungren, ehemaliger Staatsanwalt von Kalifornien, vor dem Komitee für Auslandsbeziehungen des amerikanischen Kongresses, dass unter dem Vorwand der liberalisierten jüdischen Einwanderungspolitik „das KGB seine Gefängnisse von den hartgesottenen Kriminellen“ befreite und dass viele von diesen Kriminellen ihr verbrecherisches Dasein in den Vereinigten Staaten weiterführten. Die Flut der sowjetischen Emigranten stieg weiter an, als zwei Gesetze verabschiedet wurden: 1989 die Lautenberg-Novellierung (so genannt nach Frank Lautenberg), die den sowjetischen Juden die Einwanderung in die Vereinigten Staaten erleichterte, und im Mai 1991 das erste sowjetische Gesetz, das den Bürgern der UdSSR das Recht auf Auswanderung und freies Reisen gewährte.
Ende der 1990er-Jahre verzeichneten 28 US-Bundesstaaten zahlreiche Aktivitäten der russischen Mafia, zu denen Erpressung, Prostitution, Autodiebstahl, Geldfälschung, Kreditkartenbetrug, illegaler Drogenhandel, Versicherungsbetrug, Geldwäsche, Mord und andere Delikte gehörten. Unter den russischsprachigen kriminellen Gruppierungen wurde die Odessa-Mafia als die größte Organisation betrachtet, die auf amerikanischem Boden agierte. Die Odessa-Mafia wurde zwischen 1971 und 1982 in Brighton Beach gegründet und breitete sich dann in San Francisco und Los Angeles aus.
In den Vereinigten Staaten bekannte Gruppierungen der organisierten Kriminalität aus ehemaligen Gebieten der UdSSR (Stand: 1996):
- Solnzewo-Bruderschaft. Anführer: Sergei Anatoljewitsch Michailow (geb. 1958), Deckname: Michas, und Viktor Sergejewitsch Awerin (geb. 1957), Deckname: Awera.
- Organisation Ludwig Fainberg. Anführer: Leonid Fainberg (geb. 1958), auch bekannt als Ludwig Fainberg, Ljoscha-Tarzan, Lew Panamskij, Alon Bar oder Leon Bar. Ukrainer jüdischer Abstammung.
- Organisation Monja Elson. Anführer: Monja Abramowitsch Elson (geb. 1951 in Kischinau), Deckname: Kischinjowskij. Moldawier jüdischer Abstammung.
- Tschetschenische Organisation. Anführer: Ruslan Chamidowitsch Labazanow (geb. 1967), Deckname: Lobzik. Tschetschene.
- Ljuberezkaja Organisation. Anführer: Wadim Woronin, Deckname: Wadik oder Worona.
- Dagestanische Organisation. Anführer: unbekannt.
- Mazutkinskaja Organisation. Anführer: Aleksei Dinarowitsch Petrow (geb. 1962), gebürtiger Name Aleksei Igorewitsch Grischman, auch bekannt als Aleksei Suworow, Ljona Petrik, Ljona Chitryj. Russe jüdischer Abstammung.
- Organisation Baklanow. Anführer: Boris Lungin und Lev Andelman.
- Organisation Iwankow. Anführer: Wjatscheslaw Kirillowitsch Iwankow (1940–2009), Deckname: Japontschik.
- Organisation Mogilewitsch. Anführer: Semjon Judkowitsch Mogilewitsch (geb. 1946). Ukrainer.
- Organisation Kikalischwili. Anführer: Anzor Kikalischwili und Iossif Dawydowitsch Kobson.
- Organisation Fanchini. Anführer: Riccardo Fanchini.
- Kazanskaja Organisation. Anführer: unbekannt.
- Organisation Brandwain. Anführer: Rachmiel Brandwain. Ukrainer jüdischer Abstammung.
- Organisation Boris Sorkin. Anführer: Boris Sorkin.
- Organisation Michail Rudjak. Anführer: Michail Rudjak.
- Organisation Bruk. Anführer: Michail Bruk.
- Organisation Ibragimow. Anführer: Nikolai Ibragimow.
- Organisation Itajew. Anführer: Meir Itajew.
- Organisation Sergei Efros. Anführer: Sergei Moisejewitsch Efros.
- Organisation Sogomonjan. Anführer: Georgi Sogomonjan.
- Organisation Sogomonian. Anführer: Levon Sogomonian.
- Organisation Arakelian. Anführer: Vrej Arakelian.
- Organisation Blikian. Anführer: Nischan Blikian.
- Vilnius-Brigade. Anführer: Georgi Dekanidze (geb. 1937), Deckname: Gruzin, Shora. Georgier.
- Organisation Workuta. Anführer: Viktor Pantschuk.

Neben den genannten russischsprachigen Gruppierungen auf dem Gebiet der USA existierte auch noch die Magadan-Brigade, angeführt von Oleg Jurjewitsch Asmakow (Deckname: Alik Magadan), die in den 1990er-Jahren in Brighton Beach aktiv war. Asmakow wurde im März 1999 in Kiew getötet. Die Mitglieder der Magadan-Brigade waren neben Asmakow auch Leonid Roitman (Ljonja dlinnyj), der zur „rechten Hand“ von Asmakow avancierte, die Brüder Juri und Aleksandr Gitman (Deckname: Kanadskije), Boris Grigorjew, Oleg Ziklop (weil er verschiedene Augenfarben hatte), die Brüder Wjatscheslaw und Aleksandr Konstantinowski (Deckname: Brüder Karamasow), die Brüder Igor und Juri Tarasenko (Deckname: Tarasy) sowie Leonard Abelis. Die Magadan-Brigade führte zahlreiche Auftragsmorde in New York, Kiew und Moskau aus. 1992 erschoss die Magadan-Brigade in Queens für 100.000 Dollar den Geschäftsmann Jefim (Jeff) Ostrowskij. Asmakow tötete 1994 in Brighton Beach den sowjetischen Boxer Oleg Georgijewitsch Karatajew, der selbst ein Bandit und Erpresser war. Ein Mordanschlag auf die kriminelle Schlüsselfigur Monja Elson in New York misslang.

## Kontakte zu weiteren Mafiaorganisationen
Brutale Auseinandersetzungen gab es auch mit internationalen Gruppierungen, einschließlich der italienischen Mafia und der japanischen Yakuza. Es wird angenommen, dass Kontakte mit kolumbianischen Drogenhändlern im Kokain-Geschäft als Folge eines gewissen Rückgangs der Drogentransporte in der Sowjetunion geknüpft wurden. Zum Kerngeschäft der Banden gehörten der Schmuggel illegaler Arbeitskräfte in die EU und der Menschenhandel in der Prostitution. Geldwäsche-Aktivitäten reichten unter anderem bis nach Spanien und Portugal und in die USA, wo auch 1992 der Mafia-König Wjatscheslaw Iwankow (1940–2009) einreiste und 1995, nach dem Aufbau eines der mächtigsten kriminellen Netzwerke, verhaftet wurde. 2004 wurde er aufgrund einer Mordanklage nach Russland überführt, dort jedoch umgehend freigelassen. Zu weiteren bekannten Mafiabossen aus der ehemaligen Sowjetunion gehören Aslan Usoyan und Tariel Oniani.
Laut FAZ teilte der italienische Oberstaatsanwalt Pierluigi Vigna 1995 während einer Pressekonferenz mit, die italienische und die russische Mafia würden im Waffen- und Drogenhandel sowie in Devisengeschäften immer enger zusammenarbeiten. Die Grundlage dazu wurde 1992 gelegt, als die Bosse aus den beiden Mafiaorganisationen sich 1992 in Prag trafen.

### Diverses
- LKA-Report – So arbeitet die Russenmafia Berliner Zeitung online vom 6. Januar 2009, abgerufen am 11. Februar 2011
- Russen-Mafia Der Spiegel Online Panorama
- http://www.cbsnews.com/stories/2000/07/21/world/main217683.shtml
- http://news.bbc.co.uk/2/hi/special_report/1998/03/98/russian_mafia/70485.stm

### Filmdokumentationen
- ZDFinfo: Die Geheimnisse der Russenmafia - Gewalt, Geschäft, Gefängnis auf YouTube, 6. August 2020.